# Obraz Matki Bożej Makowskiej
Matka Boża Makowska – cudowny obraz Matki Bożej z Makowa Podhalańskiego.

## Historia
Obraz powstał w XVI wieku w nieznanym miejscu, namalowany przez nieznanego autora. Pierwsza wzmianka dotycząca obrazu informuje, iż obraz został umieszczony w nowym kościele wybudowanym w 1590 roku. Obraz został uznany za cudowny po tym jak uratował okoliczną ludność od epidemii cholery. Historię obrazu opisują zapiski w księgach parafialnych z 1684 roku, a w roku 1745 został przeniesiony do murowanego kościoła, gdzie znajduje się do dziś.
W 1979 roku, dzięki staraniom ks. Franciszka Dźwigońskiego, doszło do ukoronowania obrazu przez Jana Pawła II podczas jego pierwszej pielgrzymki do ojczyzny.

## Opis
Obraz Matki Bożej Makowskiej jest kopią obrazu z Jasnej Góry uzupełnioną o dodatkowe szczegóły. Matka Boża jest ubrana w ciemnoniebieski płaszcz z wyszytymi ozdobami oraz w karminową suknię, na ramieniu widoczna jest dwunastoramienna gwiazda z napisem IHS. Jezus jest ubrany w złotą suknię z wyhaftowanymi rysunkami kwiatów. U góry aniołowie podtrzymują kotarę i jednocześnie trzymają koronę Maryi. Tło jest wypełniony rombami z rysunkami kwiatów.